# Skulpturenweg Maulbronn

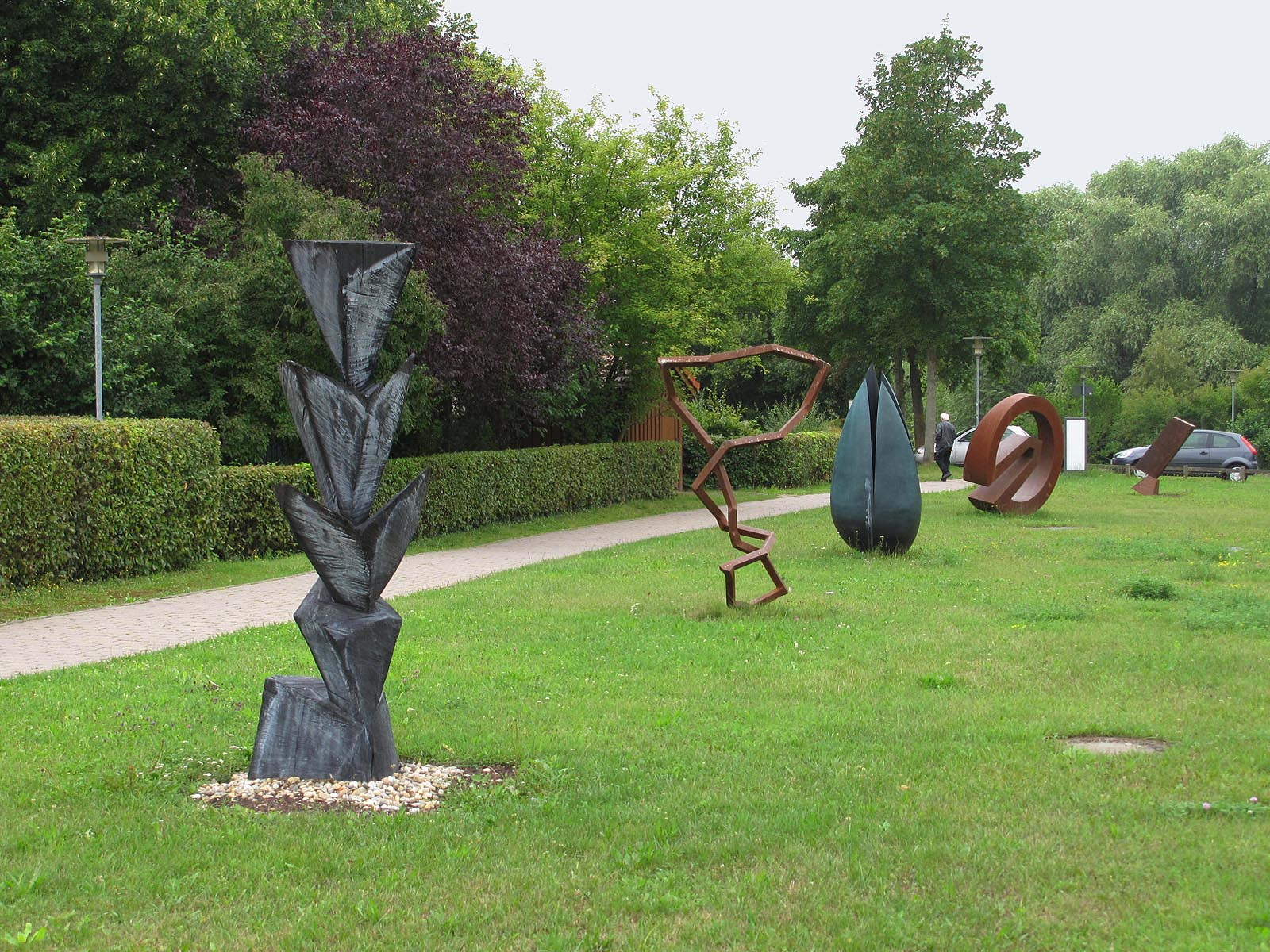
Skulpturenweg Maulbronn

Der Skulpturenweg Maulbronn ist ein Fußweg in der Maulbronner Talaue der Salzach im Enzkreis. Er führt von Westen auf das ehemalige Zisterzienserkloster Maulbronn zu.

## Entstehung
Der Skulpturenweg wurde 2010 von Vertretern des Enzkreises und der Stadt Maulbronn entwickelt. Die Auswahl der überregional bekannten Künstler traf ein Gremium unter der Leitung des Kunstkritikers Günther Wirth, dem Landrat des Enzkreises Karl Röckinger, dem ehemaligen Landrat Heinz Reichert, dem Bürgermeister der Stadt Maulbronn Andreas Felchle, der Kunsthistorikerin Regina M. Fischer und weiteren Kunst- und Kulturexperten. Den Skulpturenweg Maulbronn bezeichnen sie als „Annäherung“ zum Weltkulturerbe Kloster Maulbronn, da das Kloster seit 1993 Weltkulturerbe der UNESCO ist.

„Die Zisterzienserabtei Maulbronn gilt als die am besten erhaltene mittelalterliche Klosteranlage nördlich der Alpen. Sie vereint architektonische und skulpturale Meisterwerke von der Romanik bis zur Spätgotik. Der Sinn für künstlerische Qualität ist in Maulbronn immer noch lebendig. Davon zeugt ein zeitgenössischer Skulpturenweg.“

Sobald sich Besucher dem Kloster nähern, soll und kann durch die Kunstwerke eine gedankliche Auseinandersetzung mit der Zeit der Zisterzienser einsetzen.
Alle Kunstwerke werden aus Spenden finanziert.

## Künstler und Werke
| Bild | Künstler/Künstlerin   | Titel                           |
| ---- | --------------------- | ------------------------------- |
|      | Werner Pokorny        | Haus am Rad (2011)              |
|      | Robert Schad          | Dyrill (2011)                   |
|      | Andrea Zaumseil       | ohne Titel (2011)               |
|      | Franz Bernhard        | Kopf (2013)                     |
|      | Karl Manfred Rennertz | Schwarze Figur (2013)           |
|      | Axel Anklam           | Mooka (2015)                    |
|      | Ingrid Hartlieb       | Gusseiserner Blickfänger (2015) |
|      | Manuela Tirler        | Weed Sphere I                   |
|      | Hans Michael Franke   | Dismantling a Column (2011)     |

2011 war mit den ersten Werken Hans Michael Frankes Dismantling a Column aufgestellt worden; es wurde jedoch nach Unstimmigkeiten zwischen Auftraggebern und dem Künstler 2012 wieder abgebaut.